# Rivierdal

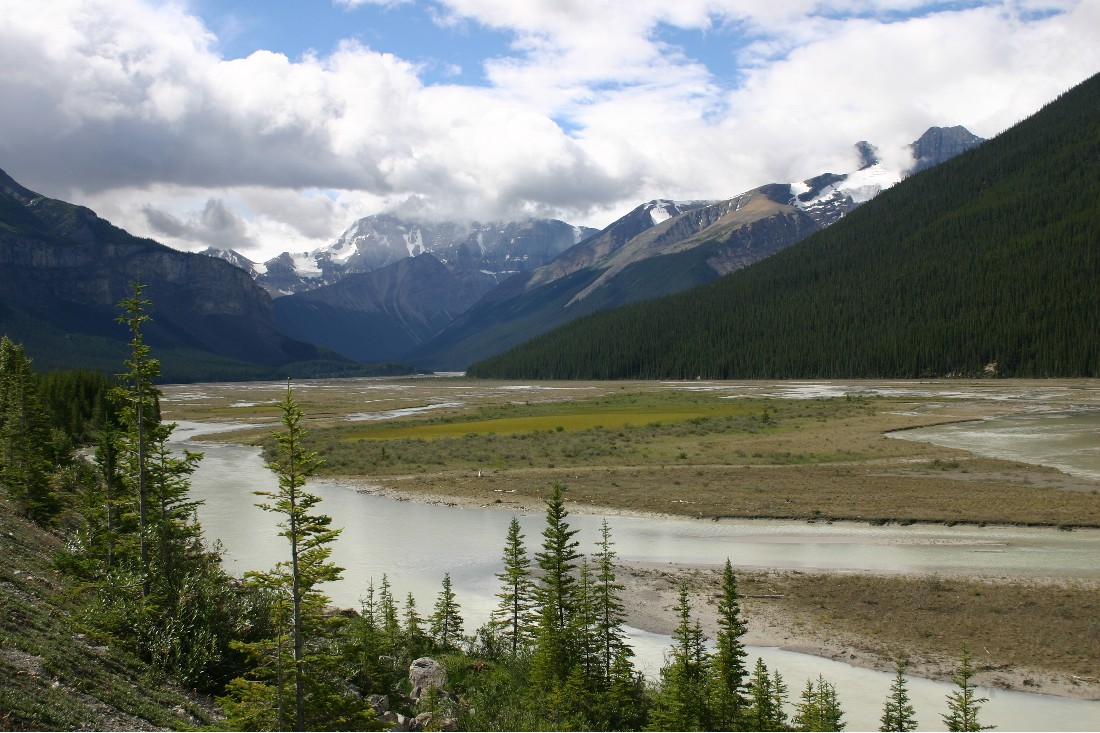
Rivierdal nabij Jasper, Canada. Uitslijping door de rivier gebeurt in dit gletsjerdal vrijwel alleen gedurende glacialen; de dalbodem komt dan lager te liggen. Dit dal is vlak doordat het diepe U-vormige dal inmiddels - gedurende het huidige interglaciaal (Holoceen)- flink is opgevuld door het eigen sediment van de rivier.

Een rivierdal is een dal waardoor een rivier stroomt.
Het dal is meestal niet in eerste instantie door een rivier gevormd, maar was vaak een laaggelegen gebied tussen heuvels en bergen. Zwaartekracht zorgt ervoor dat een rivier steeds naar een lager gelegen gebied stroomt.
Een rivier draagt sediment met zich mee, waarvan vooral de mineraaldeeltjes, het zand, over lange tijd een eroderende werking hebben op het rivierbed, en waardoor een dal breder en dieper wordt. Dit gebeurt vooral waar de rivier snel stroomt. Op locaties in een rivier waar het water langzaam stroomt zakt het sediment naar de bodem.
De mate en vorm van insnijding hangt af van het riviertype. Zo zullen vlechtende rivieren eerder accumulerend, oftewel sedimentaanvullend, zijn en kunnen meanderende rivieren diep insnijdend zijn.

## Types rivieren
- Meanderende rivier
- Vlechtende rivier
- Anastomoserende rivier, een vlechtende rivier waarbij het rivierpatroon stabieler is, met een lagere kronkelfactor (sinusoïteit) en waarbij de eilanden groter zijn in vergelijking met de breedte van de riviergeulen

## Structurele geomorfologie
De fluviatiele landschapsvormen van rivierdalen wordt onderverdeeld in vijf algemene klassen:
- Consequente  rivieren zijn rivieren waarvan de stroomrichting een direct gevolg is van de oorspronkelijke helling van het oppervlak[1][2] waarop de rivier ontstond. Wanneer de consequente rivier een heuvelrug kruist, spreekt men van een doorbraakdal.
- Subsequente rivieren zijn rivieren waarvan de loop is bepaald door terugschrijdende erosie langsheen zwakkere lagen. Subsequente rivieren zijn gevormd onafhankelijk van het oorspronkelijke relief en volgen in het algemeen het dagzomen van zwakkere lagen.[2]
- Resequente rivieren zijn rivieren die het richting van het oorspronkelijke reliëf volgen, maar die pas later zijn ontstaan. Vaak zijn resequente rivieren zijrivieren van subsequente rivieren.
- Obsequente rivieren zijn rivieren die in de tegengestelde richting van het oorspronkelijke reliëf stromen.
- Insequente  rivieren zijn rivieren die een bijna willekeurig drainagepatroon hebben (dendritisch patroon). Deze rivieren zijn ontstaan door terugschrijdende erosie door horizontale lagen of door homogene gesteentes. De stroomrichting wordt niet bepaald door de helling van het oorspronkelijke erosieoppervlak.

De verschillende fluviatiele landschapsvormen kunnen gemakkelijk geïllustreerd worden op (bijvoorbeeld) cuesta's, hogbacks of opengebroken anticlines.